# Anthurium umbrosum
Anthurium umbrosum är en kallaväxtart som beskrevs av Frederik Michael Liebmann. Anthurium umbrosum ingår i släktet Anthurium och familjen kallaväxter. Inga underarter finns listade.